# Sœur Anne
Pour les articles homonymes, voir Anne (homonymie).
Sœur Anne est un personnage du conte La Barbe bleue de Charles Perrault, paru avec Les Contes de ma mère l'Oye en 1697, cible de cette adjuration d'anthologie « Anne, ma sœur Anne, ne vois-tu rien venir ? ».

## Présentation
Anne est la sœur de la jeune épouse de la Barbe bleue. De toutes les sœurs présentes dans le recueil de Perrault, elle est la seule qui ne soit pas hostile à l'héroïne mais l'assiste au contraire dans ses épreuves.
Elle intervient à un moment important de l'intrigue : la Barbe bleue s’apprête à trancher le cou de sa femme qui lui a désobéi, et lui ordonne de descendre. Cette dernière prie à un étage intermédiaire pour gagner du temps, alors que sa sœur Anne, juchée en haut d’une tour, guette l’arrivée de leurs frères, qui tardent à venir pour empêcher l’exécution.

## Scène et explication
Cette scène donne lieu à cet échange célèbre. La jeune épouse éplorée lance à sa sœur :
« Anne, ma sœur Anne, ne vois-tu rien venir ? »
Ce à quoi celle-ci répond dans un premier temps :
« Je ne vois rien que le soleil qui poudroie et l’herbe qui verdoie. ».
La rime entre poudroie et verdoie sonne comme un écho, d’autant plus angoissant que la jeune femme a un besoin d’aide désespéré. Elle reformule par la suite sa demande à deux reprises. Ces répétitions renforcent l'intensité du moment.
- Poudroyer signifie s’élever en poussière. Ici, les poussières paraissent dans les rayons du soleil.
- Verdoyer, qui signifie devenir vert, n’était déjà plus en usage à l’époque de Perrault, comme le note Jean de La Bruyère dans Les Caractères ("De quelques usages", 73, 1692) : « Verd ne fait plus verdoyer. »

## Origine
Pour nommer son personnage, l’auteur s’inspire d'Anna Perenna, sœur de Didon, reine de Carthage et abandonnée par Énée (au chant IV de l'Énéide de Virgile). Toutes deux, ou Didon seule, observent du haut de la citadelle les préparatifs et le départ d’Énée, au désespoir de l’amoureuse. Dans l’Énéide, Didon apostrophe deux fois sa sœur (au livre IV), une première fois lorsqu’elle lui avoue son amour pour Énée et l’état de trouble que cette attirance crée en elle, puis au moment du départ d’Énée et de ses troupes :
- « Anna soror, quae me suspensam insomnia terrent ! » (« Anne, ma sœur, comme ces songes terrifiants me laissent incertaine ! ») ;
- « Anna, uides toto properari litore circum ? » (« Anne, vois-tu comme ils se hâtent sur tout le rivage ? ») :

La formule « Anne, ma sœur Anne, ne vois-tu rien venir ? » reprend donc deux éléments différents de ces deux vers : l’apostrophe du prénom avec apposition « soror / ma sœur » ainsi que le verbe « uides / vois-tu ».

## Commentaires

### À propos du nom des personnages de Charles Perrault
Le plus souvent, les héros des Contes de ma mère l’Oye tirent leur nom d’une particularité physique (le Petit Poucet, Riquet à la houppe, la Barbe bleue), d’un vêtement (le Petit Chaperon rouge, le Chat botté, Peau d'âne), ou de leur activité (Cendrillon). Nombreux sont les personnages secondaires qui restent dans un certain anonymat, cantonnés à leur fonction sociale et narrative (le roi, la reine, le prince) ou leur qualité animale (le loup).
Perrault a cependant parfois cédé à la magie sonore (marquis de Carabas), et cette manière de nommer un personnage avec un prénom réel est suffisamment rare pour être soulignée. L’autre sœur des contes de ma mère l’Oye nommée par l’auteur est Javotte, sœur (ou plus exactement fille aînée de la marâtre) de Cendrillon.

### Monter à la tour
Monter dans la tour pour voir arriver un cavalier est un événement que l'on trouve dans la comptine Marlbrough s'en va-t-en guerre et dans la chanson de Bob Dylan All Along The Watchtower.

### Commentaire de Bernadette Bricout
Bernadette Bricout consacre un chapitre de son ouvrage La Clé des contes à ce personnage étrange et énigmatique, « simple silhouette, postée au sommet de la tour, qui ne joue aucun rôle dans l'action du récit ». Mentionnant plusieurs versions outre celle de Perrault (Guadeloupe, Ille-et-Vilaine, Pyrénées, Pays basque), elle signale que le rôle de sœur Anne est souvent tenu par un animal (petite chienne, pigeonne...), parfois par une servante. C'est un « double de l'héroïne », une « figure en creux » dont le souvenir est intimement lié à la formulette du conte de Perrault.
Elle rappelle aussi que Sœur Anne, par ailleurs mentionnée dans la chanson enfantine Il pleut, il pleut, bergère, est le titre d'une chanson interprétée par Édith Piaf.